# José Raúl Iglesias
José Raúl Iglesias Mastantuono (né le 6 mars 1957 à Boedo en Argentine) est un footballeur argentin qui évoluait au poste d'attaquant, avant de devenir ensuite entraîneur.

## Biographie

### Carrière de joueur
José Raúl Iglesias joue en Argentine, en Espagne et en Colombie.
Le bilan de sa carrière en Argentine s'élève à 117 buts en première division, et 64 buts en deuxième division. Il termine meilleur buteur de la deuxième division argentine en 1987, inscrivant 36 buts avec le CA Huracán.
Il joue également huit matchs en Copa Libertadores, marquant trois buts.
Lors de son passage en Espagne, il joue six matchs en première division, et deux matchs en deuxième division.

### Carrière d'entraîneur

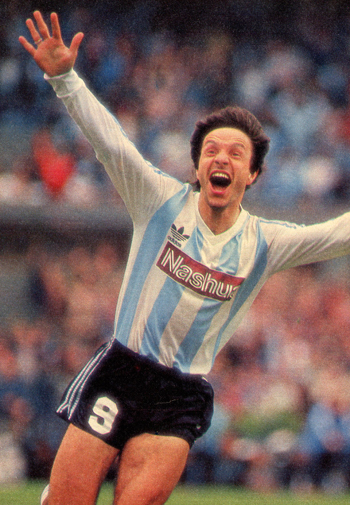
Iglesias célébrant un but sous les couleurs du Racing Club

## Palmarès
| Recreativo de Huelva - Championnat d'Espagne D2 : - Vice-champion : 1977-78. |  | Sarmiento - Championnat d'Argentine D2 (1) : - Champion : 1980. |  | Huracán - Championnat d'Argentine D2 (1) : - Champion : 1986-87. - Meilleur buteur : 1986-87 (36 buts). |

 Racing Club
- Supercopa Sudamericana (1) :
  - Vainqueur : 1988.